# Национал-либеральная партия (Великобритания)
Национал-либеральная партия (англ. National Liberal Party) — либеральная политическая партия в Великобритании в 1920-х годах. Она была создана как формальная партийная организация группой членов Либеральной партии во главе с премьер-министром Дэвидом Ллойд Джорджем, которые поддержали коалиционное правительство (1918—1922) и впоследствии возрождение Коалиции после того, как оно было распущена. Национал-либералы прекратили своё существование в 1923 году, когда Ллойд Джордж согласился вернуться в Либеральную партию.

## История
В мае 1915 года было сформировано многопартийное коалиционное правительство военного времени во главе с лидером либералов Гербертом Генри Асквитом. В декабря 1916 года кабинет пал в результате отставки министров-консерваторов, которые отказались служить под руководством Асквита. Новое правительство было сформировано консерваторами и меньшинством либералов под руководством военного министра Дэвида Ллойд Джорджа. При этом Асквит и большинство либералов перешли в оппозицию, так начался раскол в Либеральной партии. 
После окончания Первой мировой войны Ллойд Джордж и лидер консерваторов Бонар Лоу решили сохранить коалицию. После конфиденциальных переговоров между Фредди Гестом, главным «кнутом» коалиции Ллойд Джорджа, и Джорджем Янгером, председателем Консервативной партии, летом 1918 года было решено, что 150 либералам будет предложена поддержка премьер-министра и консерваторов на следующих выборах. Готовясь к парламентским выборам 1918 года Ллойд Джордж и Лоу подготовили и разослали письма тем кандидатам в депутаты, которых одобрили в качестве официальных представителей коалиционного правительства. Выборы проходили в пьянящей атмосфере победы в Великой войне и желания отомстить Германии и её союзникам. Получение письма было истолковано значительной частью электоратом как признак патриотизма, мотивируя их отдавать голоса кандидатам получившим письмо, в то время как тех, кто его не получил, начинали подозревать в германофилии или пацифизме. Некоторые кандидаты включили текст письма в свои предвыборные обращения. Не все лояльные Коалиции депутаты получили письмо, и некоторые из тех, кому была предложена поддержка кабинета, отказались от неё, но это означало формальное разделение между либералами, поддерживающими Ллойд Джорджа, и теми либералами, которые остались лояльны Асквиту, официальному лидеру партии.
Согласно данным, приведённым в книге Тревора Уилсона The Downfall of the Liberal Party, 159 кандидатов-либералов получили поддержку коалиции, из них в Палату общин были избраны 136 человек, в то время как среди не получивших письма только 29 добились переизбрания. В дополнение к кандидатам от либералов и консерваторов, получившим поддержку Коалиции, письма также были отправлены некоторым лейбористам из числа сторонников Коалиции (хотя большинство из них были отвергнуты Лейбористской партией), а некоторые — членам «патриотической рабочей» Национал-демократической партии.
После того, как коалиция победила на всеобщих выборах, а либералы Аскивта потерпело катастрофическое поражение, раскол в Либеральной партии стал ещё глубже. Часть депутатов-либералов, избранных без поддержки Коалиции после избрания присоединились к ней, а остальные объявили себя Либеральной парламентской партией. Вскоре раскол вышел за стены парламента распространился на все уровни партийной организации.
В конце концов, отчаявшись взять под свой контроль Либеральную партию, но непреклонный в решимости идти на компромиссы для решения основных социальных, микро- и макроэкономических проблем, Ллойд Джордж решил создать свою собственную партию. 18—19 января 1922 года в Лондоне состоялось собрание, на котором был сформирован собственный Национальный либеральный совет. Так, раскол Либеральной партии состоялся де-юре и её членам пришлось делать выбор на чью сторону встать.
19 октября 1922 года Ллойд Джордж ушел в отставку с поста премьер-министра, лишившись поддержки депутатов от Консервативной партии. Последовавшие за этим выборы 1922 года обернулись катастрофой для обеих либеральных партий. Были избраны только 62 либерала и 53 национал-либерала.
После развала коалиции Ллойд Джорджа и тори национал-либералы потеряли смысл существовать как отдельная партия. Однако последствия внутренней борьбы сделали невозможным немедленное воссоединение либералов и обе партии сохранили свои отдельные партийные организации.
Ситуация изменилась, когда новый премьер-министр и лидер Консервативной партии Стэнли Болдуин решил объявить досрочные выборы, чтобы получить мандат на отказ от фритредерства и введение тарифов. Несмотря на глубокую враждебность между лидерами Либеральной и Национал-либеральной партий, необходимость защиты свободной торговли заставила их объединиться.
13 ноября 1923 года лидеры обеих либеральных партий заявили, что «все кандидаты будут приняты и названы либералами и будут поддержаны всеми силами без учёта каких-либо прошлых разногласий». Это заявление означало конец Национал-либеральной партии — вместе с окончанием и её журнала Lloyd George Liberal Magazine в том же месяце. Однако деньги, которые национал-либералы успели собрать для финансирования своей партии, были выделены Ллойд Джорджем в качестве отдельного политического фонда. Он был официально известен как фонд Национал-либеральной партии (англ. National Liberal Party fund), а в 1931 году изменил своё название на Политический фонд Ллойд Джорджа (англ. Lloyd George's Political fund). Этот фонд стал источником постоянных трений в воссоединившейся Либеральной партии и позже привёл к новым расколам в 1930-х годах, прежде чем закрыться в 1945 году, когда сын Ллойд Джорджа Гвилим, который к тому времени остался единственным попечителем фонда, перевёл то, что осталось на частный банковский счет.
На выборах 1923 года около половины бывших национал-либералов лишились своих мест. Уинстон Черчилль, который потерял свой мандат от Данди на выборах 1922 года как национал-либерал, не был переизбран в 1923 году в Лестере уже как либерал. Черчилль вернётся в Палату общин как «конституционалист» на выборах 1924 года и вернулся в Консервативную партию в следующем году. Другие, такие как бывший министр Кристофер Аддисон, присоединились к Лейбористской партии, в то время как многие бывшие ведущие деятели национал-либералов, в том числе Фредерик Гест и Альфред Монд, к концу 1920-х годов в конечном итоге перешли в Консервативную партию.

## Результаты выборов
| Выборы | Голоса    | %    | Места      | Правительство                               |
| ------ | --------- | ---- | ---------- | ------------------------------------------- |
| 1918   | 1 396 590 | 13,4 | 127 из 707 | Коалиция национал-либералов и консерваторов |
| 1922   | 1 355 366 | 9,9  | 53 из 615  | Консерваторы                                |

## Наследие
Как явствует из мемуаров поэтессы и социалистки Маргарет Коул, многие компетентные и патриотичные кандидаты, не получившие письма о поддержке со стороны Коалиции, в том числе действующие депутаты от либералов и лейбористов, в результате оказались отнесены к категории антивоенных или пацифистских. Сэр Перси Харрис, избранный депутатом от Харборо в 1916 году и проигравший в 1918 году своему консервативному оппоненту, полагал что главной причиной поражения стал отказ в поддержке со стороны Ллойд Джорджа, решившего поддержать консерватора.
Большинство историков согласны с тем, что либералы, не получившие поддержку Коалиции, остались беззащитными перед своими оппонентами, которые в полной мере использовали дух национального единства и патриотизма, характерного для Британии сразу после окончания военных действий.
Результат выборов был катастрофическим для асквитских либералов. Только 28 из них добились переизбрания, даже Асквит, избиравшийся в Палату общин от Ист-Файфа с 1886 года, потерял своё место. Хотя на выборах 1923 года либералы и национал-либералы уже выступали как одна партия, эти более ранние разногласия не были забыты и вновь проявились во время Великой депрессии.